# The Smashing Pumpkins
The Smashing Pumpkins (také jednoduše jako Smashing Pumpkins) je americká alternativní rocková kapela založená v Chicagu v roce 1988 frontmanem a kytaristou Billym Corganem, kytaristou Jamesem Ihou, baskytaristkou D'arcy Wretzky a bubeníkem Jimmym Chamberlinem. Kapela od svého znovusjednocení v roce 2006 prošla několika změnami v sestavě, přičemž Corgan je hlavním skladatelem a jediným stálým členem od jejího vzniku. Současná sestava se skládá z Corgana, Ihy a Chamberlina. Skupina je známá svým různorodým, hustě vrstveným zvukem, který se v průběhu jejich kariéry vyvíjel a integroval prvky gotického rocku, heavy metalu, grunge, psychedelického rocku, progresivního rocku, shoegaze, dream popu a elektroniky.
Debutové album kapely, Gish (1991), bylo kritikou pozitivně přijato a stalo se undergroundovým úspěchem. S nástupem alternativního rocku do hlavního proudu jejich druhé album Siamese Dream (1993) upevnilo popularitu kapely. Navzdory bouřlivému nahrávacímu procesu album získalo široké uznání a je považováno za jedno z nejlepších alb v žánru. Jejich třetí album, Mellon Collie and the Infinite Sadness (1995), dále rozšířilo popularitu kapely; debutovalo na vrcholu žebříčku Billboard 200, získalo diamantovou certifikaci od RIAA a pokračovalo v kritickém úspěchu kapely. Po vydání Adore (1998) a dvoudílného projektu v roce 2000 — Machina a Machina II — se skupina kvůli vnitřním konfliktům, užívání drog a klesajícím prodejům na konci 90. let rozpadla. S 30 miliony prodaných alb po celém světě byli Smashing Pumpkins jednou z nejkritičtěji i komerčně nejúspěšnějších kapel 90. let a důležitým činitelem při popularizaci alternativního rocku.
V roce 2006 se Corgan a Chamberlin znovu spojili, aby nahráli sedmé album kapely, Zeitgeist. Po turné v letech 2007 a 2008 se sestavou, která zahrnovala nového kytaristu Jeffa Schroedera, Chamberlin kapelu na začátku roku 2009 opustil. Později téhož roku Corgan zahájil nové nahrávací série s rotující sestavou hudebníků pod názvem Teargarden by Kaleidyscope, které zahrnovaly samostatné singly, vydání EP a dvě plnohodnotná alba, která rovněž spadala do rámce projektu — Oceania v roce 2012 a Monuments to an Elegy v roce 2014. Chamberlin se v roce 2015 stal členem koncertní sestavy, než se v roce 2018 oficiálně znovu připojil spolu s Jamesem Ihou. Obnovená sestava poté vydala alba Shiny and Oh So Bright, Vol. 1 / LP: No Past. No Future. No Sun. (2018) a Cyr (2020), jakož i Atum: A Rock Opera in Three Acts vydané ve třech částech mezi roky 2022 a 2023. Schroeder kapelu opustil v říjnu 2023. Po jeho odchodu zbývající členové kapely vydali Aghori Mhori Mei (2024).

## Historie

### Počátky: 1988–1990
První domácí nahrávky byly vytvořeny v červnu 1988 na kterých ještě hraje Billy na basu a zpívá a James Iha na kytaru, jako doprovod používají automatické bicí. Téhož roku se Billy seznámil s D'arcy Wretzky která hrála na housle a hoboj, ale chtěla začít hrát na basu. Naučila se to velmi rychle a tak mohli společně vystoupit 10. září 1988 v klubu Avalon. Bylo jim slíbeno, že mohou hrát další koncerty pokud vymění automatického bubeníka za živého. Tak se rozhodl Billy nějakého vyhledat a seznámil se s Jimmy Chamberlin, který té doby hrával v jazzových kapelách, ale rychle si zvykl na metalový zvuk tehdejších Pumpkins (který časem začal sám utvářet svými rytmickými modely a sóly). Jejich první společný koncert se jmenoval „Light Into Dark“ (Ze světla do tmy) a odehrál se ve slavném chicagském klubu Cabaret Metro. Z té doby pochází i jejich první demo nahrávky Sun a My Dahlia.

### První album: 1991–1992
Jejich první singl I Am One vyšel v květnu 1990, a hned sklidil úspěch svým metalovo/grungeovým stylem (v té době velice populárním). Následoval další singl Tristessa (na přebalu je logo seattleského vydavatelství SUB POP, v té době hlavního vydavatele grungeových nahrávek. V květnu 1991 konečně vyšlo debutové album Gish pod labelem VIRGIN (Caroline). V tu samou dobu vyšlo další zásadní album Nevermind od Nirvany, což snížilo prodej alba Pumpkins. Na albu je kromě prvních dvou singlů dalších osm skvělých písní (Siva, Window Paine a Daydream – jediná píseň, v které D'arcy zpívá sólový vokál). Toto album bylo asi jediné, na kterém byli Pumpkins v naprosté souhře a bez rozepří, je zcela rockové bez elektroniky a rozmáchlého aranžmá použitého na pozdějších albech. Následovalo světové turné které se protáhlo na 18 měsíců a Pumpkins se vystřídali jako předkapely před Pearl Jam nebo Red Hot Chili Peppers. V této době kapela začala nořit do problémů – Jimmy začal brát heroin, James a D'arcy prošli bolestným rozchodem a Billy začal být čím dál víc arogantní.

### První úspěchy: 1993–1994
K definitivnímu průlomu došlo až s vydáním alba Siamese Dream, i když už v té době byla kapela na pokraji rozpadu (podle některých zdrojů veškeré kytarové a basové linky nahrál sám Corgan). Na album se s přispěním producenta Butche Viga dostávají různé příkrasy jako smyčce a zvony což dělá z alba více mainstreamovou záležitost. Singlový hit Cherub Rock je ještě typicky tvrdý, ale další hitové skladby jako Today nebo Disarm jsou už na pomezí s popem. Kapela se jakžtakž usmířila a vydala se na velké turné na slavném putovním festivalu Lollapalooza dokonce nahradili kapelu Nirvana. Aby kapela uspokojila rozrůstající se masu fanoušků vydali roku 1994 kolekci B-stran Pisces Iscariot. Které opět sklidilo úspěch. Už v této době Corgan připravoval další velkolepé koncepční album které by spojilo elektrické, akustické i orchestrální písně se spoustou jiných stylů.

### Melancholie a smutek: 1995–1997

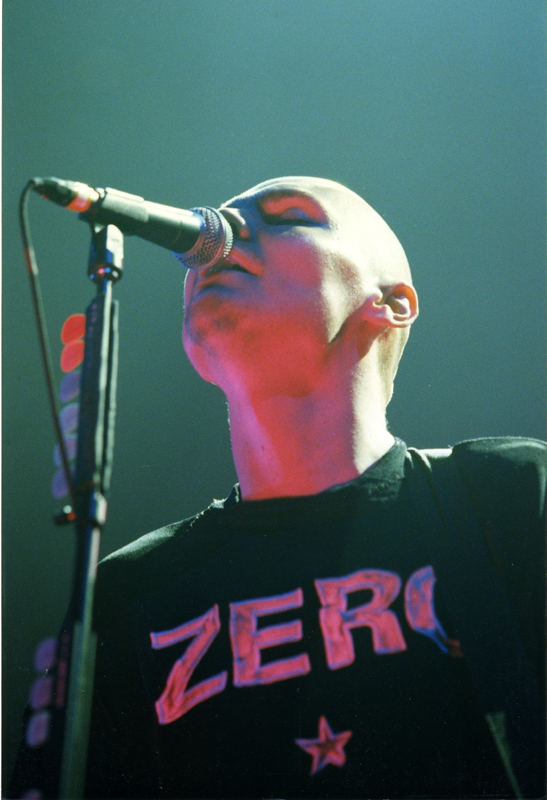
Billy Corgan v triku Zero při turné k Mellon Collie

Nahrávání Mellon Collie and the Infinite Sadness probíhalo v klidu a pohodě s novým producentem Floodem, který vytvořil ještě vznešenější aranžmá než bylo na předchozím albu. Na tomto téměř sto minutovém albu se vystřídá mnoho stylů počínaje art-rockem přes metal po typické popové písně. Hlavní nedostatek tohoto alba je právě jeho vyhraněnost od popěvků až k naprosto tvrdým kouskům. Album je koncepčně propojeno motivem denního cyklu a beznadějí. Album sklidilo obrovský úspěch po celém světě (prodalo se ho přes 16 mil.) a na turné si kapela najala pomocného klávesistu Jonathana Melvoina (ten bohužel turné nepřežil). V červenci 1996 se smrtelně předávkoval heroinem a ani zdrogovaný Chamberlin ho nezachránil. Kapela se ho rozhodla vyhodit a nahradila ho Mattem Walkerem. Poté, co se téhož roku Billy rozvedl, rozhodl se, že už nevytvoří další rockové album.

### Od Adore po rozchod: 1998–2001
První krůčky k elektronické hudbě se projevily v písni k filmu Batman a Robin (The End is the Beginning is the End). Nahrávání alba Adore bylo zdlouhavé, protože si Pumpkins nevěděli rady bez Chamberlina a s automatickými bicími. Většina písní na albu je pomalejší a klidnější a hlavně působí velice uměle, nejlepší se jeví skladby podle starého stylu jako Perfect či Annie-Dog. I když se album u kritiků setkalo s velkým ohlasem, u fanoušků to byl propadák. Proto se Corgan rozhodl opět vrátit k syrové a tvrdé muzice, proto vzal na milost i Chamberlina a začal pracovat na nových písních. Během nahrávání alba Machina/The Machines of God se s kapelou rozloučila D'Arcy a Billy jí nahradil Melissou auf der Maur (ex-HOLE), ale basové party už byly hotové takže se objevila až na koncertech a fotografiích. MACHINA znamenala pro kapelu návrat k tvrdým pasážím z Mellon Collie, ale i k některým postupům z Adore. První singl a největší hit byla emocemi nabitá píseň Everlasting Gaze. Po turné se ovšem Corgan rozhodl kapelu rozpustit (oficiálně pro něj není v moderní době plné popu místo, neoficiálně pro slabou prodejnost posledních dvou alb). Následovalo poslední rozlučkové turné zakončené na místě jejich počátku v klubu Cabaret Metro. Rokem 2000 byla tato skvělá kapela rozpuštěna. Billy ještě po internetu vydal nepoužitý materiál z MACHINY pod názvem Machina II/The Friends & Enemies of Modern Music.

### Reunion: 2005–současnost

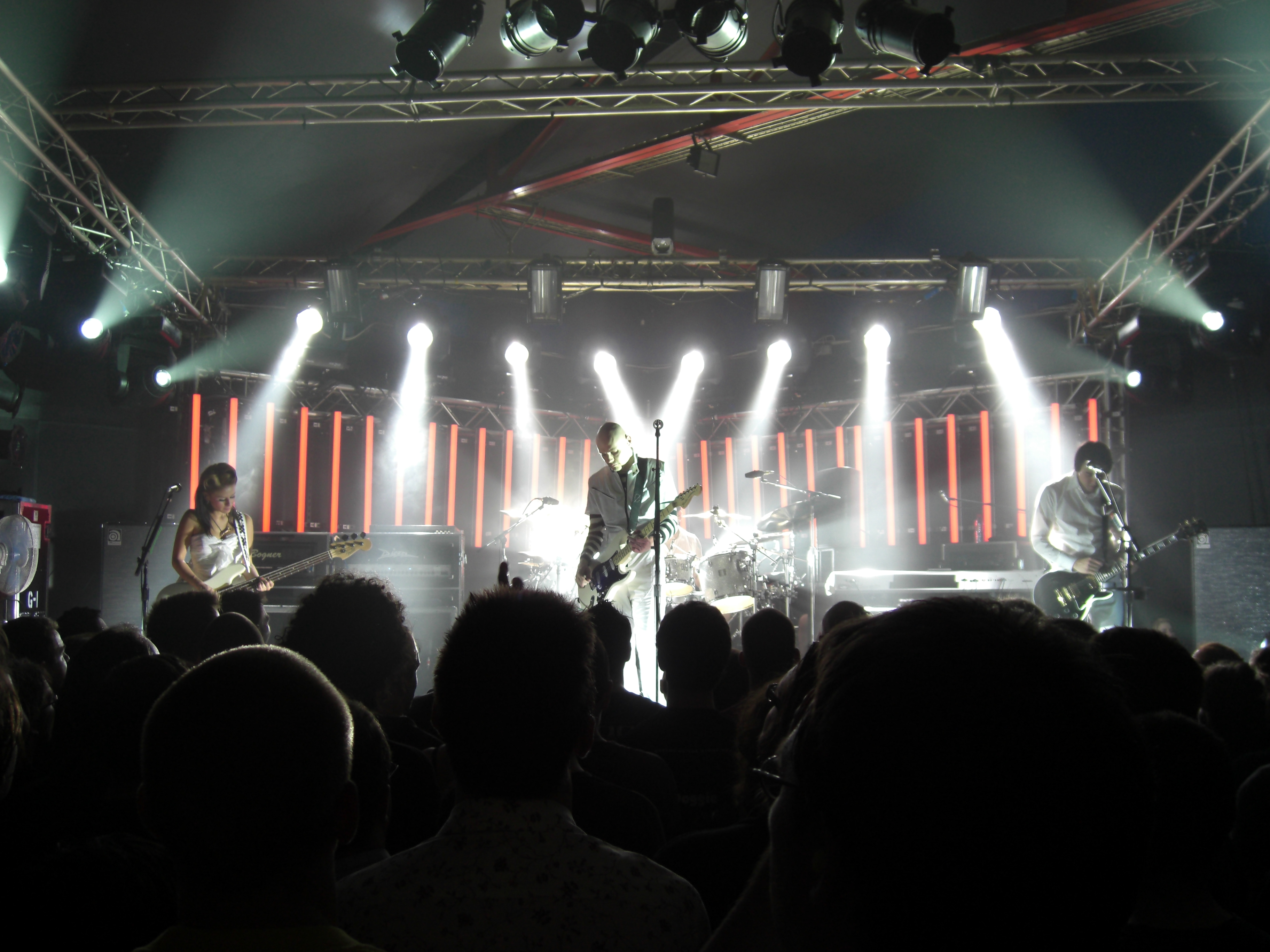
První koncert Smashing Pumpkins po 7 letech 24. května 2007 v „den Atelier“, Lucembursko. Zleva: Ginger Reyes, Billy Corgan, Jimmy Chamberlin (vzadu), Jeff Schroeder

A roku 2001 bylo vydáno greatest hits album Rotten Apples a v limitované edici i B-strany a rarity Judas O.
Po tom co Billy založil novou kapelu Zwan a vydal s ní jediné album a po své sólové desce Corgan prohlásil v Chicago Tribune, že se rozhodl dát Smashing Pumpkins znovu dohromady. Ovšem jako jediný z bývalých členů kapely se k němu přidal Chamberlin a tak se Billy spojil s novými členy – Jeff Schroeder a Ginger Reyes. Společně začali nahrávat nové album pojmenované Zeitgeist, které vyšlo 10. července 2007. Ale už 21. května kapela vydala nový singl Tarantula, který značí, že se kapela vrací na své úplné začátky svou syrovostí a rockovým stylem. 30. ledna 2008 se Smashing Pumpkins představili v Praze (bylo to už podruhé, poprvé v roce 1997)

## Diskografie
| Vydáno             | Název                                                            | Nahávací společnost    |
| ------------------ | ---------------------------------------------------------------- | ---------------------- |
| 28. května 1991    | Gish                                                             | Caroline Records       |
| 27. července 1993  | Siamese Dream                                                    | Virgin Records         |
| 24. října 1995     | Mellon Collie and the Infinite Sadness                           | Virgin Records         |
| 2. června 1998     | Adore                                                            | Virgin Records         |
| 29. února 2000     | Machina/The Machines of God                                      | Virgin Records         |
| 5. srpna 2000      | Machina II/The Friends & Enemies of Modern Music                 | Constantinople Records |
| 10. července 2007  | Zeitgeist                                                        | Reprise Records        |
| 2012               | Oceania                                                          | Reprise Records        |
| 2014               | Monuments to an Elegy                                            | Martha's Music         |
| 2018               | Shiny and Oh So Bright, Vol. 1 / LP: No Past. No Future. No Sun. | Napalm Records         |
| 27. listopadu 2020 | Cyr                                                              | Sumerian Records       |
| 2023               | Atum: A Rock Opera in Three Acts                                 | Thirty Tigers          |
| 2024               | Aghori Mhori Mei                                                 | Thirty Tigers          |